# Acanthagrion cuyabae
Acanthagrion cuyabae is een juffer uit de familie van de waterjuffers (Coenagrionidae).
De soort staat op de Rode Lijst van de IUCN als niet bedreigd, beoordelingsjaar 2006.
De wetenschappelijke naam van de soort werd in 1909 gepubliceerd door Philip Powell Calvert.

## Synoniemen
- Acanthagrion cuyabae fimense Calvert, 1909
- Acanthagrion cuyabae freirense Calvert, 1909
- Acanthagrion viridescens Leonard, 1977
- Acanthagrion leonardi Jurzitza, 1980